# François Joseph Baumlin
François Joseph Baumlin est un homme politique français né le 18 avril 1761 à Thann (Haut-Rhin) et décédé le 21 février 1834 à Colmar (Haut-Rhin). Avocat au conseil souverain d'Alsace en 1785, il est membre du directoire du district de Belfort en 1790, puis député du Haut-Rhin de 1791 à 1792. 

## Biographie
François Joseph Baumlin, aussi orthographié Beaumelin ou Beaumalin, naît le 18 avril 1761 à Thann. Sa mère s’appelle Marie Collet et son père, Joseph Baumlin, est qualifié d’homme de loi. Son fils semble avoir suivi une carrière similaire, car il est mentionné comme étant avocat au conseil souverain d’Alsace en 1785. Il est ensuite membre du directoire du district de Belfort en 1790, puis est élu député à l’Assemblée nationale législative du 3 septembre 1791 au 20 septembre 1792 par 192 voix sur 367 votants,.
Il ne fait pas partie de la Convention nationale lors de sa fondation en 1792. En 1793, pendant la Terreur, il est arrêté sous l’inculpation de fédéralisme. Libéré après la chute de Robespierre en juillet 1794, il devient substitut de l'agent national à Belfort, puis redevient avocat à Colmar.
Il meurt le 21 février 1834 à Colmar.